# Missing : Au cœur du complot
Pour les articles homonymes, voir Missing.
Missing : Au cœur du complot ou Disparu au Québec (Missing) est une série télévisée américaine en dix épisodes de 43 minutes créée par Gregory Poirier et diffusée entre le 15 mars et le 17 mai 2012 sur le réseau ABC et au Canada sur le réseau CTV.
Au Québec, la série est diffusée depuis le 7 janvier 2013 sur Ztélé ; en France, du 7 au 21 février 2013 sur France 4 et à partir du 30 novembre 2014 sur 13ème rue ; et en Belgique sur RTL-TVI et Club RTL. Néanmoins, cette série reste inédite dans les autres pays francophones.

## Synopsis
Rebecca « Becca » Winstone, un ancien agent de la CIA dont la vie a été bouleversée par un événement tragique voit le sort la frapper à nouveau dix ans plus tard lorsque son fils, Michael Winstone, disparaît dans d'étranges circonstances alors qu'il suit des études d'architecte à Rome. Commence alors pour elle une course contre la montre dangereuse à travers l'Europe. Sa quête la guidera vers le meurtrier de son mari, tué dix ans auparavant.

## Distribution

### Acteurs principaux
- Ashley Judd (VF : Marjorie Frantz) : Rebecca « Becca » Winstone
- Cliff Curtis (VF : Serge Faliu) : agent Dax Miller
- Sean Bean (VF : Julien Kramer) : Paul Winstone (8 épisodes)
- Nick Eversman (VF : Brice Ournac) : Michael Winstone
- Adriano Giannini (VF : Tanguy Goasdoué) : Giancarlo Rossi
- Tereza Voříšková (cs) (VF : Dorothée Pousseo) : Oksana (8 épisodes)

### Acteurs récurrents
- Laura Donnelly (VF : Victoria Grosbois) : Violet Heath
- Keith Carradine (VF : Edgar Givry) : Martin Newman (7 épisodes)
- Jason Wong (VF : Pascal Grull) : Fitzpatrick (7 épisodes)
- Nikola Navratil : Maxim Azimoff (7 épisodes)
- Gina McKee (VF : Danièle Douet) : Jamie Ortega (6 épisodes)
- Jessica Boone (VF : Christel Lang) : Rabia (6 épisodes)
- Karel Roden (VF : Marc Saez) : Viktor Azimoff (4 épisodes)
- Aunjanue Ellis (VF : Annie Milon) : Mary Dresden (3 épisodes)
- Joaquim de Almeida (VF : Philippe Catoire) : Antoine Lussier (3 épisodes)

- Version française
  - Société de doublage : Dubbing Brothers[7],[8]
  - Direction artistique : Emmanuel Jacomy[7]

 Source et légende : version française (VF) sur RS Doublage et Doublage Séries Database

## Production

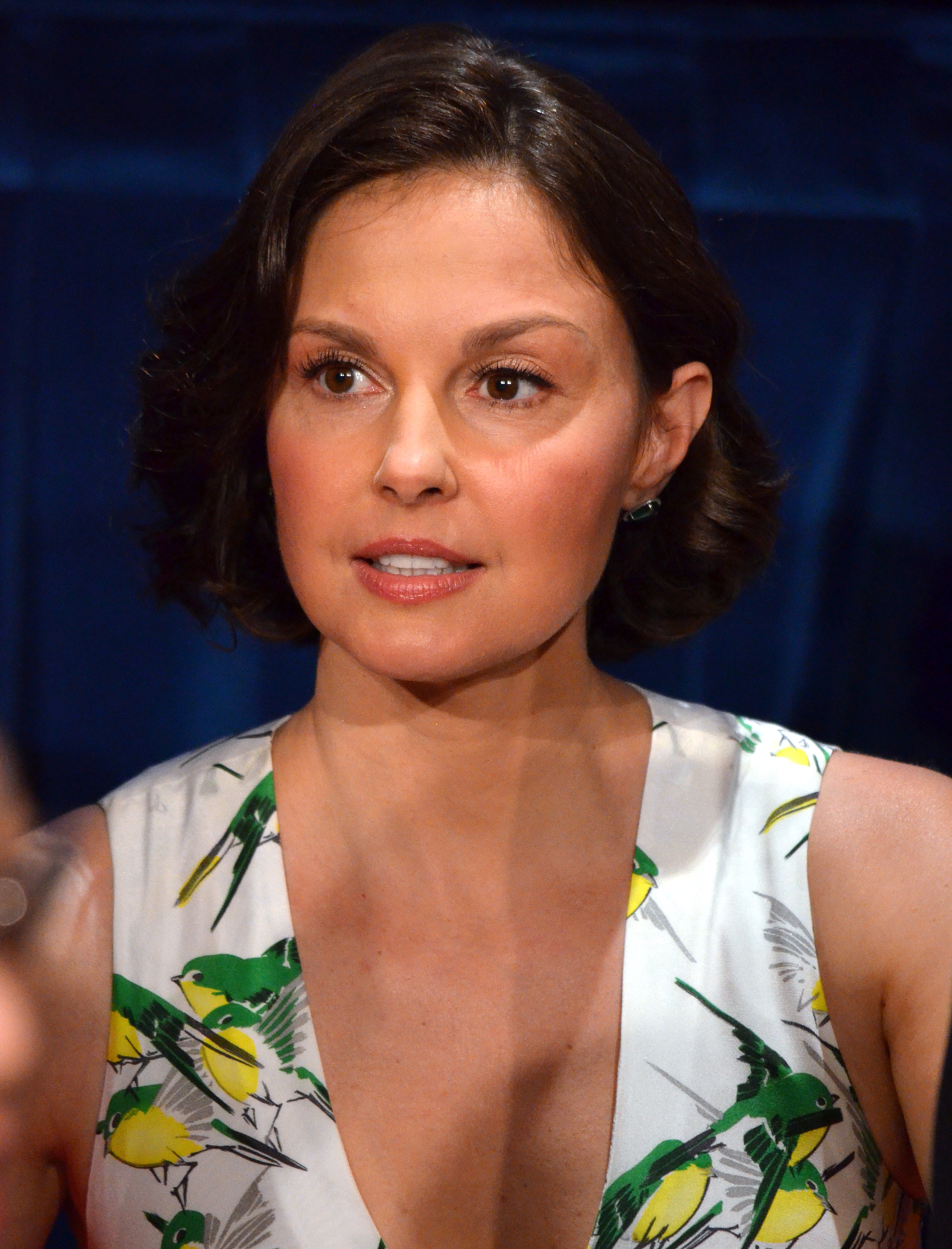
L'actrice principale et productrice exécutive Ashley Judd, pour la promotion de la série au Paley Center, en avril 2012.

Le projet de série a débuté en octobre 2010. ABC commande directement dix épisodes le 27 janvier 2011.
En mars, Ashley Judd a décroché le rôle principal. Elle est rejointe la mois suivant par Sean Bean et Cliff Curtis.
La production débute en mai 2011, dévoilant le reste de la distribution, soit Nick Eversman, Adriano Giannini et Tereza Voříšková (cs). La série a été tournée à Rome, Vienne (Autriche), Prague, Dubrovnik et Istanbul. Le pilote a été projeté au MIPCOM, à Cannes en France, le 3 octobre.
Le 11 mai 2012, la série a été officiellement interrompue.

## Épisodes
1. Disparition (Pilot)
2. Le Disque dur (The Hard Drive)
3. La Reine de glace (Ice Queen)
4. Passé recomposé (Tell Me No Lies)
5. Les Trois Ours (The Three Bears)
6. Tous les chemins mènent à Moscou (A Busy Solitude)
7. La Fin de l'innocence (A Measure of a Man)
8. Face-à-face mortel (Answers)
9. Les masques tombent (Promises)
10. Mesures extrêmes (Rain on the Evil and on the Good)

## Accueil

### Audiences

#### Aux États-Unis et Canada
| Épisode | Titre                                             | Date de diffusion originale | Audiences | Pdm sur les 18-49 ans | Audience canadienne |
| ------- | ------------------------------------------------- | --------------------------- | --------- | --------------------- | ------------------- |
| 1       | Disparition Pilot                                 | 15 mars 2012                | 10,6      | 2.1                   | 2,436               |
| 2       | Le Disque dur The Hard Drive                      | 22 mars 2012                | 8,81      | 1.6/5                 | 2,219               |
| 3       | La Reine de glace Ice Queen                       | 29 mars 2012                | 7,87      | 1.5                   | 1,407               |
| 4       | Passé recomposé Tell Me No Lies                   | 5 avril 2012                | 7,24      | 1.5/5                 | 1,761               |
| 5       | Les Trois Ours The Three Bears                    | 12 avril 2012               | 7,91      | 1.4/4                 | 1,804               |
| 6       | Tous les chemins mènent à Moscou A Busy Solitude  | 19 avril 2012               | 7,23      | 1.4                   | 1,531               |
| 7       | La Fin de l'innocence Measure of a Man            | 26 avril 2012               | 6,98      | 1.4                   | 1,683               |
| 8       | Face-à-face mortel Answers                        | 3 mai 2012                  | 6,32      | 1.2/4                 | 1,57                |
| 9       | Les masques tombent Promises                      | 10 mai 2012                 | 6,37      | 1.1                   | 1,433               |
| 10      | Mesures extrêmes Rain on the Evil and on the Good | 17 mai 2012                 | 6,53      | 1.3/4                 | 1,622               |

## Produits dérivés

### Sorties DVD
Le coffret DVD des dix épisodes est sorti le 12 juin 2012 aux États-Unis et au Canada, incluant des scènes coupées, des bêtisiers et autres extras.